# Sarča
Sarča  (srpski:  Сутјеска, rumunjski: Sărcia, mađarski: Szárcsa) je naselje u Banatu, u Vojvodini, u sastavu općine Sečanj. Sarča je jedno od naselja u Banatu koje su dobili turopoljski plemići i zagrebački biskup kao posjed te na njih naselili Hrvate.

## Stanovništvo
Prema popisu stanovništva iz 2002. godine u naselju Sarča živi 1.737 stanovnika, od čega 1.388 punoljetnih stanovnik s prosječnom starosti od 42,2 godina (40,6 kod muškaraca i 43,7 kod žena). U naselju ima 609 domaćinstava, a prosječan broj članova po domaćinstvu je 2,85.
Prema popisu iz 1991. godine u naselju je živjelo 1.976 stanovnika.
| Etnički sastav 2002. |            |        |
| Narod                | Stanovnika | %      |
| Srbi                 | 1.046      | 60,21% |
| Rumunji              | 491        | 28,26% |
| Mađari               | 58         | 3,33%  |
| Jugoslaveni          | 31         | 1,78%  |
| Romi                 | 24         | 1,38%  |
| Crnogorci            | 15         | 0,86%  |
| Hrvati               | 5          | 0,28%  |
| Makedonci            | 4          | 0,23%  |
| Slovaci              | 2          | 0,11%  |
| Rusi                 | 2          | 0,11%  |
| ostali               | 3          | 0,15%  |
| nepoznato            | 5          | 0,28%  |

| broj stanovnika | 2635  | 2678  | 2719  | 2421  | 2116  | 1976  | 1737  |
|                 | 1948. | 1953. | 1961. | 1971. | 1981. | 1991. | 2001. |

## Vanjske poveznice
- Karte, udaljenosti i vremenska prognoza
- Satelitski snimak naselja  Arhivirana inačica izvorne stranice od 29. ožujka 2021. (Wayback Machine)